# Biebertaler-Rundweg

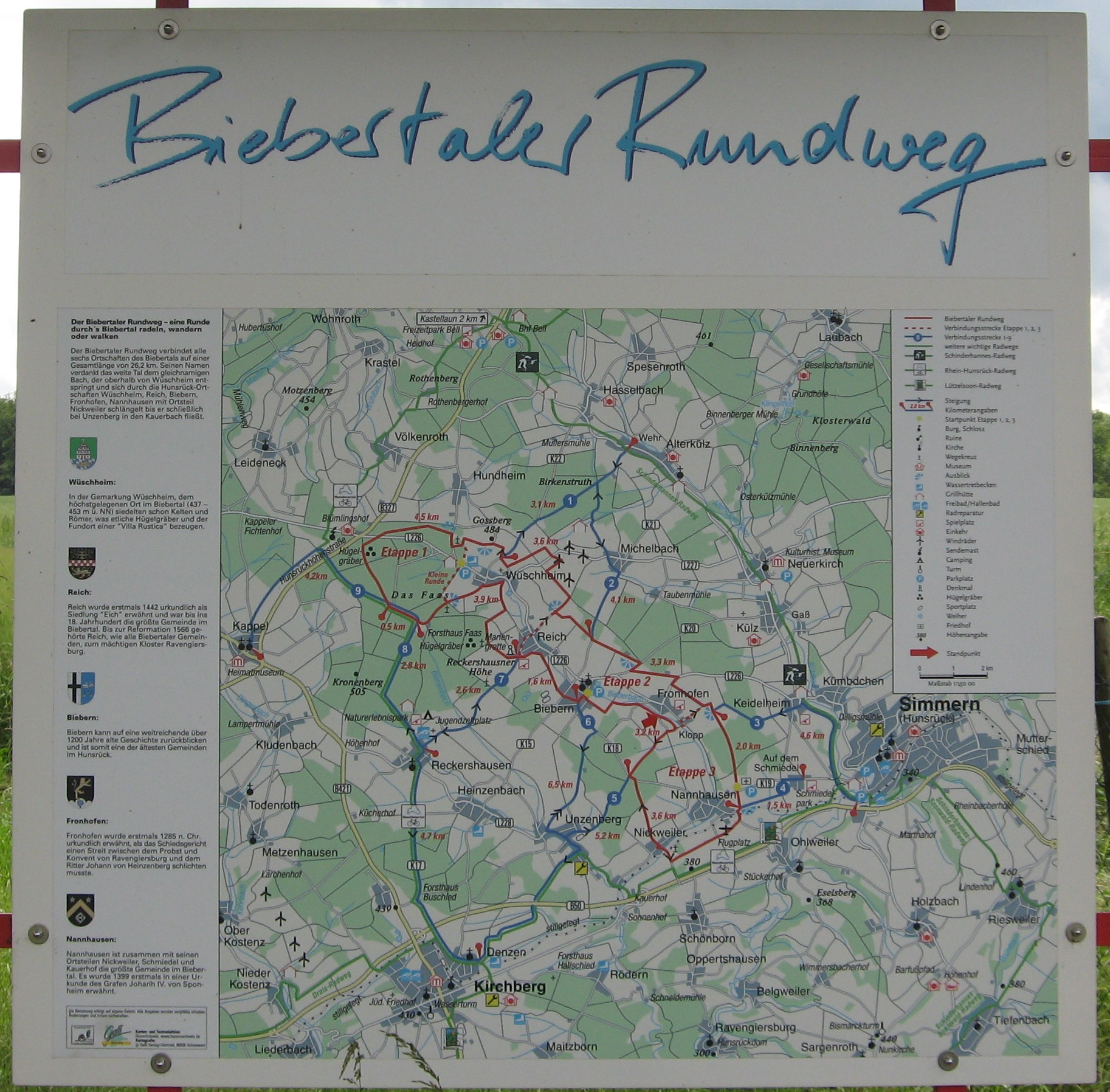
Übersichtstafel

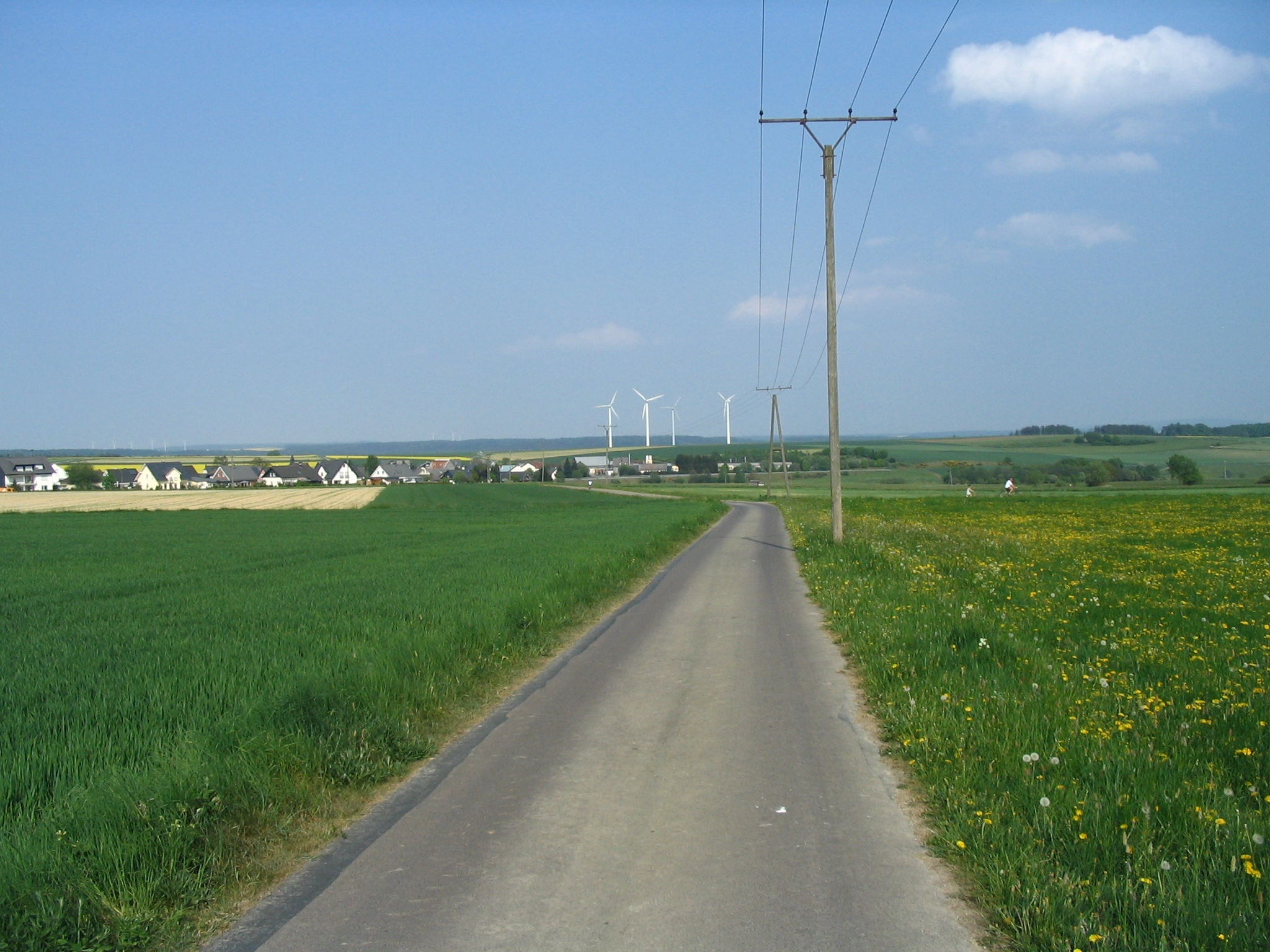
Biebertaler-Rundweg bei Wüschheim

Der Biebertaler Rundweg ist ein 26,5 km langer Rundweg im Tal des Bieberbachs im Hunsrück in der Nähe der Kreisstadt Simmern.

## Streckenverlauf
Der Weg führt auf der Höhe im Norden durch den Wüschheimer Wald bis nahe an die Hunsrückhöhenstraße (B 327), erreicht seinen höchsten Punkt, und quert einen Teil des Staatsforstes Faas, das gleichnamige Forsthaus in der Gemarkung Reckershausen passierend. Im weiteren Verlauf verbindet die Strecke rechtsseitig talabwärts die Orte Wüschheim, Reich, Biebern, Fronhofen und Nickweiler, wo der Bieberbach gequert und der tiefste Punkt erreicht wird. Der Weg kreuzt im Süden auch die Eisenbahnstrecke der Hunsrückquerbahn und führt nun linksseitig unweit der B 50 am Flugplatz bei Nannhausen vorbei sowie talauf durch die Gemarkungen von Fronhofen, Biebern, Reich und Wüschheim, wo der Rundweg die Bunkeranlage auf dem Goßberg am Südhang passiert.
Der vornehmlich für Radwanderer angelegte Rundweg nutzt zumeist befestigte Feld- und Waldwege und steht ebenso Fußgängern zur Verfügung.

## Geographie
Der Rundweg im Biebertal liegt zentral im Hunsrück östlich von Kappel und südlich von Kastellaun zwischen der Hunsrückhöhenstraße und der Bundesstraße 50 nördlich von Kirchberg und westlich von Simmern. Die Wegstrecke umrundet im Verlauf das Tal des Bieberbachs von dessen Quelle im Norden bis nahe seiner Einmündung in den Kauerbach im Süden. Der Weg verläuft einerseits links und andererseits rechts des Bachs, quert ihn in Nickweiler bei etwa 350 Meter ü. NN und erreicht dessen Quellgebiet umrundend eine Höhe von etwa 510 m ü. NN.

## Anschluss-Radwege
- Schinderhannes-Radweg im Osten